# نقطه سه‌گانه (فالس)
نقطه سه‌گانه فالس ، نقطه مرزی سه گانه‌ای است كه مرزهاي هلند ، بلژيك و آلمان با هم قرار دارند.  واقع در نزدیکی بالای تپه والسربرگ در محدوده شهری فالس ( لیمبورگ ) ، پلومبیر کلمی (هر دو در لیژ ) و آخن بلژیک (در بخش آلمان نوردراین-وستفالن ) واقع شده است.

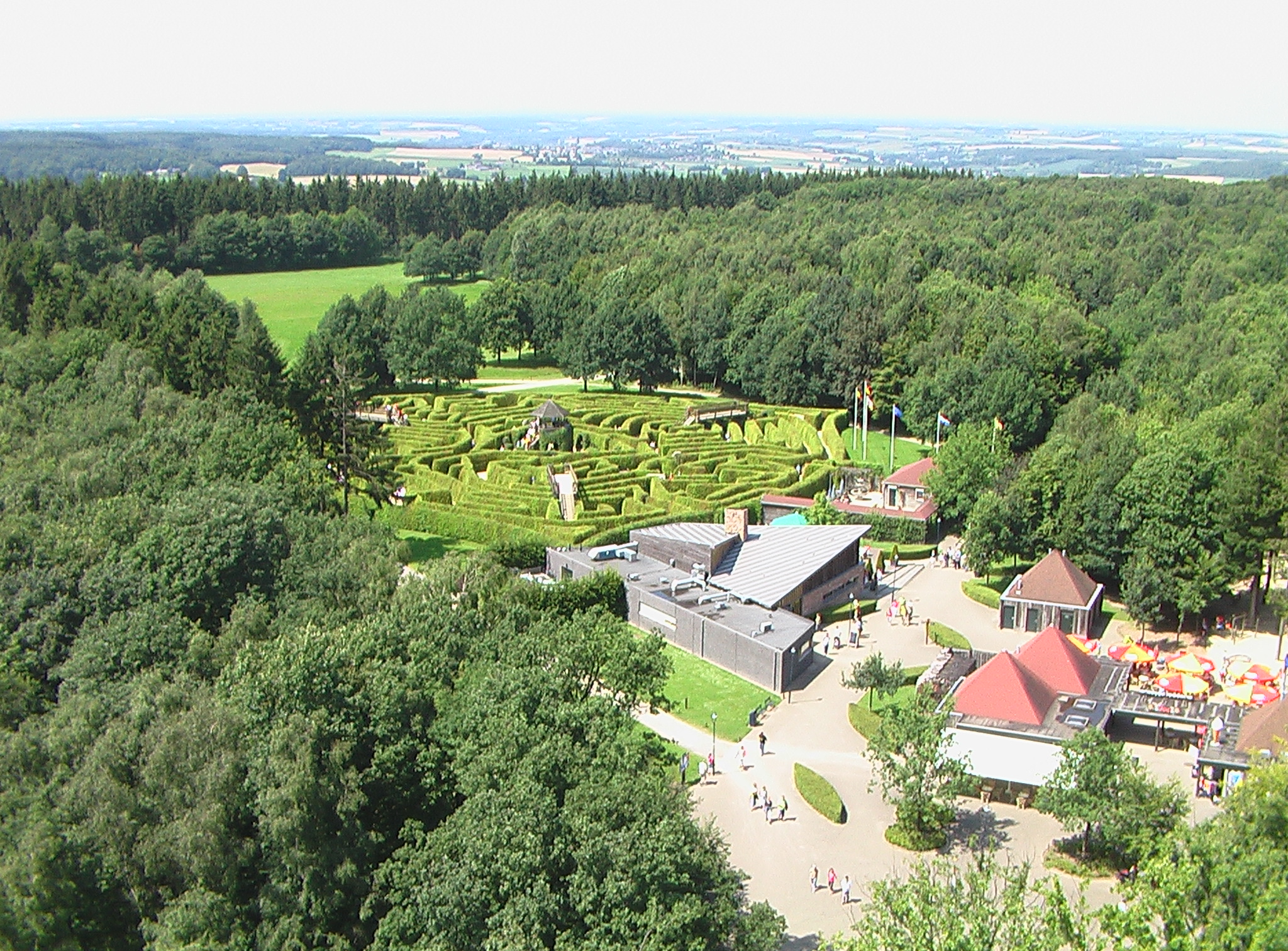
با قرار دادن سه کشور برج بالدوین ، پیچ و خم در پس زمینه است

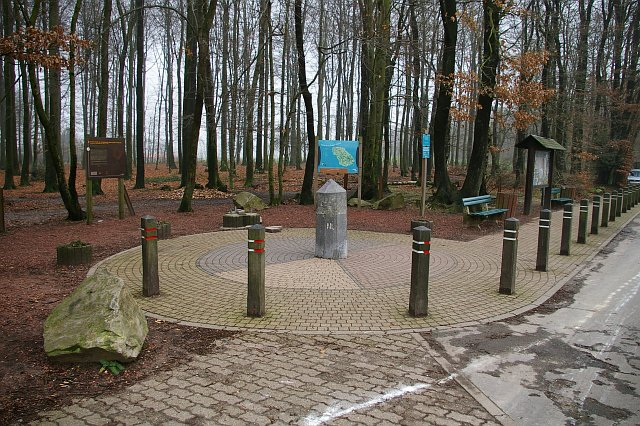
نقطه "فالس" سه کشور در سال 1926 با سنگ مشخص شده است